# تشيبوراشكا
تشيبوراشكا (بالروسية:Чебура́шка، بالألفبائية الصوتية الدولية:[t͡ɕɪbʊˈraʂkə]) والمعروفة أيضًا باسم Topple في الترجمات الإنجليزية المبكرة، هي شخصية خيالية ابتكرها الكاتب السوفيتي إدوارد أوسبنسكي عام 1965 في كتابه للأطفال باسم التمساح جينا وأصدقاؤه. لاحقًا، أصبحت هذه الشخصية بطلة في سلسلة من أفلام الرسوم المتحركة باستخدام تقنية الإيقاف الحركي، والتي أخرجها رومان كاتشانوف لصالح استوديو سايوز مولتفيلم. وقد تم إنتاج أول هذه الأفلام في عام 1969، مع موسيقي تصويرية من تأليف فلاديمير شاينسكي.
حتى اليوم، لا يزال تشيبوراشكا مشهورًا في دول ما بعد الاتحاد السوفيتي، وقد أطلق عليه الفاحصون الأجانب لقب "ميكي ماوس السوفيتي". على الرغم من إنتاج أربعة أفلام قصيرة فقط من أفلام الرسوم المتحركة التي ظهر فيها تشيبوراشكا، إلا أنه لا يزال رمزًا وطنيًا في روسيا وأيضا في باقي دول ما بعد الاتحاد السوفيتي، كما أنه مشهور خارجها. أحد أسباب شعبيته هو الرسالة التي تحملها قصصه، والتي تؤكد أن المكان الذي تأتي منه لا يهم بقدر أهمية اللطف والإحسان.